# Újtikos
Újtikos község Hajdú-Bihar vármegyében, a Hajdúnánási járásban.

## Fekvése
Újtikos tájföldrajzilag a Hortobágy északnyugati szélén helyezkedik el, nyugati határa kissé átnyúlik a Közép-tiszai ártérhez tartozó Borsodi-ártérbe is. Domborzatát tekintve a terület egyhangú felszínű, ártéri szintű síkság. Felszíni és felszín közeli földtani képződményei kizárólag pleisztocén és holocén időszakiak. Ma ezek a rétegek kb. 30 méter mélyen a felszín alatt helyezkednek el, a fiatalabb pleisztocén és holocén üledékek alatt. Közülük legjelentősebbek az ún. ártéri löszök, amik olyan iszapos, agyagos löszképződmények, melyek a folyók lebegő hordalékából keletkeztek, azok ártéren való leülepedése során. Ezen kívül jelentősek a holocén öntésképződmények is, melyek a Tisza kb. 20 000 évvel ezelőtti megjelenése után rakódtak le a mélyebb területeken. Újabb nagyarányú változást a Tisza szabályozások hoztak, melyek megszüntették a terület rendszeres elárasztását, a szárazodással egy időben pedig lejátszódott a másodlagos szikesedés folyamata, melynek során a korábbinál is nagyobb területek szikesedtek el.
A terület talajtakarója kettős: körülbelül fele-fele arányban szikes és réti talajok találhatók rajta. A réti talajok termékenysége kedvező, a szántóföldi művelés színterei. A szikes talajokat főleg legelőként hasznosítják.
A település környéke erősen vízhiányos, csak két jelentősebb vízfolyás érinti. A terület keleti részén folyik a Nyugati-főcsatorna, a közigazgatási terület nyugati határa a Király-ér.
Éghajlata mérsékelten meleg, száraz. A tél viszonylag kemény, a nyár meleg. A csapadék a Hortobágy többi részéhez képest több, de még így is kevés, 550 mm körüli.

### Megközelítése
Legfontosabb közúti megközelítési útvonala a 36-os főút, azon érhető el a legegyszerűbben az ország távolabbi részei felől is. A főút a belterület délkeleti széle közelében halad el, központján csak a 3637-es út halad végig, az köti össze Tiszadobbal is.
A hazai vasútvonalak közül a Ohat-Pusztakócs–Görögszállás-vasútvonal érintette, melynek a 2009-es bezárása előtt egy megállója volt a területén, Újtikos megállóhely, a 3637-es út vasúti keresztezése közelében.

## Története
A település története évszázadokon keresztül összeforrt Polgár történetével, mint a falu külterületi része. A kora Árpád-korban lakott hely a tatárjáráskor elnéptelenedett, s jórészt lakatlan maradt a török hódoltság ideje alatt is. A második hajdúfelkelés után a Homonnai által Polgárra telepített hajdúk használták a tikosi területeket.
A 20. század első harmadában a község területe még nem volt lakott, ez időben a Tikos-tanyán és a borockási cselédházakban éltek az emberek. Tikos az Egri Székeskáptalan birtokában volt. Az 1930-as országos szociálpolitikai törekvések eredményeként 1938-ban került sor Újtikos község megalapítására. Az Országos Földhivatal megvásárolta az egri káptalantól a Tikos-tanya területét, majd kiosztották a földért jelentkezők között. A földigénylők között voltak polgáriak, tiszagyulaháziak, tiszanagyfalusiak, újfehértóiak és egyekiek is. Összesen 116 telepes költözött az egységesen megépített házakba, melyeket különböző cégek emeltek. Az igénylők három kategória szerint részesültek szántóterületben és lakóháztípusban: zsellér (1–3 kh szántó és egyszobás lakás), kistelepes ( 10–15 kh szántó és egyszobás lakás gazdasági épületekkel), nagytelkes (25–30 kh szántó kétszobás lakással és gazdasági épületekkel). A falu kialakításánál figyelembe vették a föld minőségét, a lapos részeket nem akarták beépíteni, így a település csillag szerkezetű lett. A település sokáig Szabolcs megyéhez tartozott Tikos néven. 1948-tól lett Újtikos, és 1950-ben Hajdú-Bihar megyéhez csatolták, a polgári járás illetékességi körébe. 1970-ben elvesztette önállóságát, Polgár társközsége lett. 1991-ben szűnt meg ez a kényszerházasság, azóta önálló, fejlődése töretlen, s nagyot lépett az infrastruktúra fejlesztése terén.

## Közélete

### Polgármesterei
| Időszak   | Név           | Jelölő szervezet | Megjegyzés |
| --------- | ------------- | ---------------- | ---------- |
| 1990–1994 | Tóth Miklós   | független        |            |
| 1994–1998 | Tóth Miklós   | független        |            |
| 1998–2002 | Tóth Miklós   | független        |            |
| 2002–2006 | Tóth Miklós   | független        |            |
| 2006–2010 | Tóth Miklós   | független        |            |
| 2010–2014 | Takács József | Fidesz           |            |
| 2014–2019 | Takács József | Fidesz-KDNP      |            |
| 2019–2024 | Takács József | Fidesz-KDNP      |            |
| 2024–     | Takács József | Fidesz-KDNP      |            |

## Népesség
A település népességének változása:
| Lakosok száma | 915  | 892  | 870  | 781  | 809  | 771  | 754  |
|               | 2013 | 2014 | 2015 | 2021 | 2022 | 2023 | 2024 |

2001-ben a település lakosságának 99%-a magyar, 1%-a egyéb (cigány és német) nemzetiségűnek vallotta magát.
A 2011-es népszámlálás során a lakosok 85,6%-a magyarnak, 0,2% cigánynak, 0,3% németnek mondta magát (14,4% nem nyilatkozott; a kettős identitások miatt a végösszeg nagyobb lehet 100%-nál). A vallási megoszlás a következő volt: római katolikus 42,4%, református 10,9%, görögkatolikus 1,6%, felekezeten kívüli 21,5% (22,6% nem válaszolt).
2022-ben a lakosság 92,1%-a vallotta magát magyarnak, 1,4% cigánynak, 0,2% bolgárnak, 0,1% németnek, 0,1% lengyelnek, 0,1% ukránnak, 0,6% egyéb, nem hazai nemzetiségűnek (7,7% nem nyilatkozott; a kettős identitások miatt a végösszeg nagyobb lehet 100%-nál). Vallásuk szerint 9,9% volt református, 24,1% római katolikus, 2,1% görög katolikus, 0,4% egyéb keresztény, 0,4% egyéb katolikus, 26,6% felekezeten kívüli (36,3% nem válaszolt).

## Külső hivatkozások
- Újtikos Önkormányzatának honlapja[halott link]
- Újtikos Református Egyházközség honlapja
- Újtikos az utazom.com honlapján